# David Daniels
David Daniels (Spartanburg, Carolina del Sud, Estats Units, 12 de març de 1966) és un contratenor estatunidenc.
Estudià música al Cincinnati College Conservatory of Music per formar-se com a tenor, però descontent amb els resultats decidí canviar al registre de contratenor mentre estudiava la carrera a la universitat de Michigan. Debutà el 1992 i des de llavors s'ha convertit en un dels contratenors actuals més sol·licitats, amb interpretacions que li han valgut reconeixements internacionals. El 1999 debutà al Metropolitan Opera House com a Sesto al Giulio Cesare de Händel.
El mes de novembre de 2013 al Gran Teatre del Liceu de Barcelona, interpreta el paper d'Ottone a l'òpera Agrippina de Händel
Malgrat que s'ha especialitzat en música barroca i del classicisme també ha interpretat obres de compositors del romanticisme i contemporanis, com Berlioz, Britten o Poulenc, habitualment no associades a contratenors.